# 大女侠
『大女侠』（金燕子、THE GOLDEN SWALLOW）は、香港のショウ・ブラザーズが1968年に製作した武侠映画。張徹（チャン・チェ）監督作品。
1966年製作のキン・フー監督による武侠映画『大酔侠』の主人公だった女剣士「金燕子」が再登場、同じチェン・ペイペイが演じている。

## あらすじ
義賊の女剣士・金燕子は、正義漢の「金鞭」韓滔に助けられ、行動をともにしていた。
二人は、悪人を皆殺しにする剣士「銀鵬」の噂をしる。金燕子は、「銀鵬」の正体が、かつての弟弟子「小鵬」ではないかと予感する。

## キャスト
- ジミー・ウォング：銀鵬
- チェン・ペイペイ：金燕子
- ロー・リエ：「金鞭」韓滔
- ラウ・カーリョン
- ウー・マ：「飛狐」老三（韓滔の弟弟子）
- デヴィッド・チャン
- クー・フェン